# Утягулово
Утягу́лово (рос. Утягулово, башк. Үтәғол) — присілок у складі Зіанчуринського району Башкортостану, Росія. Адміністративний центр Утягуловської сільської ради.
Населення — 478 осіб (2010; 591 в 2002).
Національний склад:
- башкири — 97 %

## Відомі особи
В поселенні народився:
- Абдуллін Сулейман Аюпович (1920—2002) — башкирський народний співак, Заслужений артист Башкирії